# Donje Peulje
Donje Peulje (en serbe cyrillique : Доње Пеуље) est un village de Bosnie-Herzégovine. Il est situé dans la municipalité de Bosansko Grahovo, dans le canton 10 et dans la fédération de Bosnie-et-Herzégovine. Selon les premiers résultats du recensement bosnien de 2013, il compte 47 habitants.

## Démographie

### Évolution historique de la population
| 1948 | 1953 | 1961 | 1971 | 1981 | 1991 | 2013 |
| ---- | ---- | ---- | ---- | ---- | ---- | ---- |
| -    | -    | 477  | 321  | 467  | 323  | 47   |

|  |

## Images
| - Image de Donje Peulje - Image de Donje Peulje - Image de Donje Peulje |